# Мэнселл, Найджел
Найджел Эрнест Джеймс Мэнселл (англ. Nigel Ernest James Mansell, 8 августа, 1953 Аптон-он-Северн, Вустершир) — английский автогонщик, чемпион мира по автогонкам в классе Формула-1 1992 года. Трижды вице-чемпион (1986, 1987, 1991). Первый автогонщик в истории американской гоночной серии CART, завоевавший титул чемпиона в первом же сезоне. Участвовал в 15 сезонах Формулы-1 и в двух сезонах серии CART. Найджел Мэнселл имеет достаточно габаритное телосложение, отличается простотой в общении, поэтому в паддоке Ф1 он получил прозвище «Большой Найдж», а за неуступчивость на трассе и стремление бороться за победу до последнего также имел прозвище «Британский Лев».
По версии Марри Уокера входил в число 10 лучших пилотов Формулы-1 (по состоянию на 2002 год). По окончании своей карьеры, статистически Мэнселл входил в пятёрку лучших пилотов Ф1 за всю историю: по количеству побед — 31, подиумов — 59, быстрейших кругов — 30, поулов — 32, стартов с первого ряда — 56, дублей (поул + победа в одной гонке) — 17, километров лидирования — 9638, лидирований от старта до финиша — 9, «больших шлемов» (лидирование с поула до финиша + быстрый круг) — 4. Является обладателем рекорда Формулы-1 по наибольшему проценту поул-позиций в сезоне — 88 % (14 поулов в 16 гонках 1992 года), вместе с Михаэлем Шумахером делит рекорд самой продолжительной серии побед с первой гонки сезона — 5 (1992), а с Феттелем — по числу побед в сезоне при старте с поул-позиции — 9 (1992, при этом Найджел провёл на три гонки в сезоне меньше Себастьяна, 16 вместо 19). Мэнселл занимает третье место в истории Ф1 по числу кругов непрерывного лидирования  — 235 (серия началась на Гран-при Бразилии 1992 года и закончилась на Гран-при Монако 1992 года). Последние свои поул и победу англичанин выиграл в 1994 году (Гран-при Австралии) в возрасте 41 год 97 дней. Тем самым он занял седьмое место за всю историю Формулы-1 в категории «Самые возрастные победители», и пятое в категории «Самые возрастные обладатели поула». После него ни одному пилоту не удавалось победить или взять поул в таком возрасте.
Большую часть своей карьеры Мэнселл провёл в команде «Уильямс», и он является её лидером по большинству важных статистических показателей: числу сезонов — 7, стартов — 95, побед — 28, поул-позиций — 28, лучших кругов — 23, набранных очков — 369, плюс он сделал вклад в завоевание четырёх кубков конструкторов командой, что также является рекордом для пилота данного коллектива.
В 2005—2006 годах стартовал в серии Гран-при Мастерс, до участия в которой допускались звёзды мирового автоспорта в возрасте старше 45 лет.

## Биография
Мэнселл родился 8 августа 1953 года в небольшом английском городке Аптон-он-Северн в графстве Вустершир. Детство и юношество прошли в Холл-Грине, Бирмингем. Перед поступлением в Matthew Boulton College, окончил Rosslyn School. Впоследствии, до карьеры автогонщика, работал инженером в Lucas Engineering.

## Карьера гонщика

### Формула Форд

#### 1976—1977
После успешного начала в картинге, Найджел перешёл в серию Формула-Форд. В своём дебютном сезоне 1976 года Найджел одержал 6 побед в 9 гонках, включая первую гонку в Mallory Park. А уже на следующий год выиграл 20 заездов из 27. Страшная авария на трассе Брэндс-Хэтч чуть не закончилась трагически. Травма позвоночника и больничная койка. Врачи объявили, что он никогда больше не сядет за руль гоночного автомобиля, а если поднимется с кровати без их разрешения, то останется на всю жизнь парализованным. Через пять дней он встал, написал расписку и поехал домой, а через месяц с небольшим — снова сел за руль.

### Формула-3

#### 1978—1979
В 1978 году он должен был принять участие в соревнованиях Формулы-3. Ввиду отсутствия спонсоров Найджелу и его жене Розанне пришлось продать квартиру. Но сезон не ладился. Болид March явно не мог конкурировать с соперниками, но его усилия на трассе и стиль вождения привлекли внимание Колина Чепмена, руководителя Лотуса. А в июне он был признан «гоночной надеждой года» в Великобритании. В сентябре 1979, прямо перед участием в тестах Лотуса он попал в тяжёлую аварию, в результате тарана его машины де Чезарисом в чемпионате Формулы-3. Машина Мэнселла перевернулась, и он сломал позвонок. Вторая травма позвоночника за два года не остановила его. На следующий день, находясь в больнице, он заявил Чепмену: «Это не проблема. Я буду на тестах в Поль-Рикаре!», — и сдержал своё слово.

### Формула-1

#### 1980—1984: Лотус

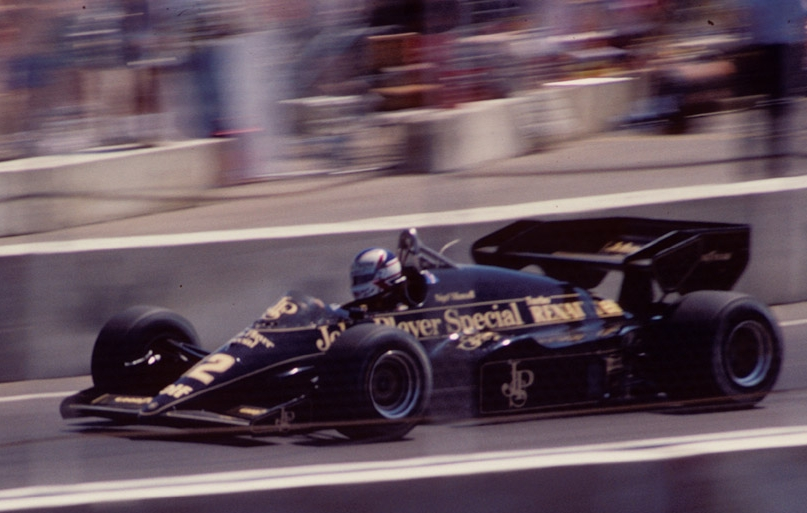
Найджел Мэнселл пилотирует Lotus 95T Renault на улицах Далласа

Дебют Найджелла Мэнселла в Формуле 1 состоялся в 1980 году. Хозяин команды Лотус Колин Чепмен позволил ему пилотировать запасной (третий) болид команды на трёх этапах сезона. Дебют «Большого Найджа» в «Королевских гонках» вышел непростым — в первой же своей гонке (Гран-при Австрии 1980 года) он был вынужден терпеть боль химических ожогов спины из-за пролившегося топлива. Заправщик не увидел краёв бака, и топливо хлынуло на водительское сиденье. Страдания закончились только на 40-м круге, когда сгорел мотор.
С 1981 года молодой британец занял место второго пилота команды, заменив экс-чемпиона мира американца Марио Андретти. Первым пилотом в том сезоне стал также молодой, но более опытный итальянец Элио де Анджелис. Команда в начале 1980-х не блистала, например, лучшим достижением её гонщиков в сезоне 1981 года стало третье место Мэнселла в Гран-при Бельгии.
В 1982—1984 годах Найджелу также удавалось в каждом сезоне взбираться на третью ступень пьедестала почёта. Это максимум, чего он смог достичь в команде, хотя он неоднократно лидировал в гонках и даже был близок к победе, как, например, в Гран-при Далласа 1984 года. Эта гонка, проходившая в Далласе, стала одной из самых жарких в истории Формулы-1, даже в тени температура составляла более 40 градусов. Мэнселл впервые стартовал с поула, лидировал в гонке, но затем он проиграл дуэль за победу Кеке Росбергу, а на последнем круге двухчасовой гонки в баке его Lotus-Renault кончилось топливо. Британец попытался дотолкать машину до финиша, но через несколько десятков метров упал без сил посередине старт-финишной прямой, немного не дотянув до белой линии. Тем не менее Мэнселл был классифицирован в той гонке шестым с отставанием в 3 круга.
В команде «Лотус» в 1980-х царило чёткое разделение на первого и второго пилота. Тем не менее, во многих гонках Мэнселл выступал удачнее лидера команды де Анджелиса. Так в 1983 году Мэнселл набрал за сезон 10 очков и занял 12 место, тогда как де Анджелис с двумя очками оказался только на 17 месте. Но в целом Мэнселл проиграл де Анджелису по всем статьям в совместных сезонах. Элио был быстрее Мэнселла как в квалификациях на одном быстром круге, так и в гонках. В 1981 году де Анджелис заработал 14 очков, Мэнселл всего 8, в 1982 году де Анджелис накопил 23 очка, у Мэнселла было только 7. В 1984 году де Анджелис обыграл Мэнселла со счетом 34—13.

#### 1985—1988: Уильямс
Настоящий прорыв в карьере Найджела Мэнселла произошёл с его приходом в команду «Уильямс» в 1985 году, где он сменил французского ветерана Жака Лаффита. Первым пилотом команды был финн Кейо Росберг, экс-чемпион мира. К этому году мотористы из «Хонды» подготовили отличный двигатель Honda RA165E — самый мощный в Формуле-1 на тот момент, а команда разработала удачное шасси FW10. Но японские моторы часто выходили из строя в первой половине сезона, зато в конце чемпионата автомобилям «Уильямс-Хонда» не было равных по скорости. 6 октября 1985 года Мэнселл выиграл свою первую гонку — Гран-при Европы, проходившую на его родине в Англии. А спустя две недели ему покорился и Гран-при ЮАР. По итогам года Мэнселл впервые вошёл в первую шестёрку.
Триумфальным для британца мог стать 1986 год. Honda подготовила к этому сезону двигатель RA166E — один из лучших силовых агрегатов за всю историю участия компании в Формуле-1. Мощность 1,5-литрового турбомотора с наддувом фирмы IHI в квалификационной версии доходила до 1300 л. с. А в гоночной спецификации двигатель выдавал до 900 л. с. По сравнению с моторами-конкурентами RA166E отличался хорошей топливной экономичностью. Патрик Хэд сконструировал великолепное шасси FW11. Новым партнёром Мэнселла стал двукратный чемпион мира Нельсон Пике, пришедший на место Росберга. Номинально именно он считался первым пилотом «Уильямса», фактически же в этой команде оба гонщика имели полное равноправие. Мэнселл и Пике выигрывали гонку за гонкой, порой опережая всех остальных на круг. Бразилец и англичанин вступили в ожесточённую схватку между собой за чемпионский титул. Вскоре отношения между ними начали портиться. Хозяин команды Фрэнк Уильямс проходил курс реабилитации после весенней автокатастрофы, а Патрику Хэду не удалось удержать ситуацию под контролем. И пока пилоты отбирали друг у друга очки, действующий чемпион мира француз Ален Прост в каждой гонке старался добиться максимально возможного результата. Всё это привело к тому, что перед финальным этапом на титул претендовали трое пилотов — Мэнселл, шесть очков уступал ему Прост из команды «Макларен», и ещё один балл — Пике. Перед последней гонкой Рон Деннис, глава команды «Макларен», заявил, что новые шины Goodyear позволяют проехать всю дистанцию гонки без замены покрышек. Для усиления эффекта этого заявления второй пилот «Макларена» Росберг ехал в гонке без замены шин. В Гран-при Австралии Мэнселл незадолго до финиша лидировал, но лопнувшая задняя покрышка стоила ему победы как в гонке, так и в чемпионате. Пике срочно поехал в боксы на смену шин, но эта внеплановая остановка также не позволила ему опередить в чемпионате Проста, который стал двукратным чемпионом мира, Мэнселл — вице-чемпионом, а Пике — третьим призёром.

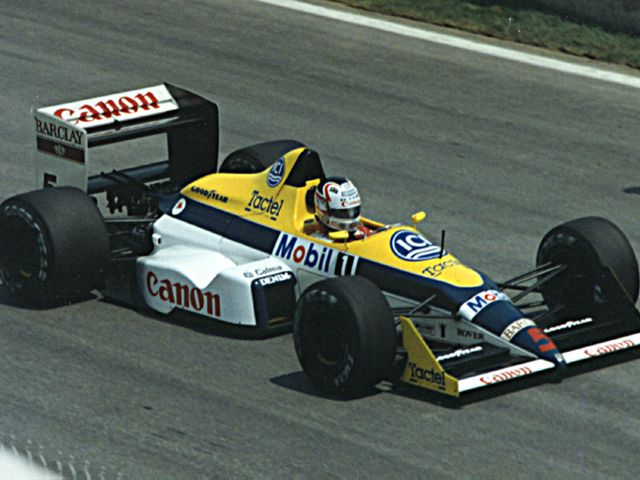
Мэнселл за рулем Williams Judd, Канада, 1988 год

Трёхкратный рост мощности моторов Формулы-1 всего за 10 лет потребовал от FIA быстрых и решительных мер, ибо технологии безопасности, по обыкновению, не поспевали за гоночными. В 1987 году началась кампания по снижению мощности моторов. Давление турбонаддува ограничили до 4 бар, было объявлено, что с 1989 года турбины окажутся вне закона. Пилотам с двигателями «Хонда» это пошло на пользу, ведь конкурирующие производители перестали разрабатывать новые модели силовых агрегатов. Поэтому гонщики Уильямса превратили сезон 1987 года в свой сольный спектакль. Сам глава команды вернулся в паддок, чтобы продолжать руководство командой. Во второй половине сезона спор за титул вели только его гонщики. Мэнселл ехал чуть более быстро и отчаянно (6 побед в Гран-при), Пике — чаще финишировал в очковой зоне (хотя у него было всего 3 победы). Всё решилось на новой японской трассе Судзука. Мэнселл в квалификации Гран-при Японии угодил в серьёзную аварию, и Нельсон без сопротивления завоевал свой третий титул.
Накануне сезона 1988 года «Уильямс» лишился двигателей от «Хонды», и на болидах английской команды появились силовые агрегаты небольшой британской компании Джадд. Моторы эти имели неплохие характеристики, но были чрезвычайно ненадёжными. Мэнселл смог закончить только два этапа из четырнадцати (оба на втором месте), в которых стартовал, ещё два пропустил из-за болезни. В результате он занял только 9 место по итогам года и в межсезонье перешёл в «Феррари».

#### 1989—1990: Феррари

Мэнселл за рулём Феррари 640

Найджел переходит в «Феррари» перед сезоном 1989 года. Первая же гонка за новую команду становится золотой — британец выигрывает бразильский этап. За год была ещё одна победа в Венгрии, и Мэнселл смог переиграть своего напарника — Бергера. Хотя «Скудерия» тогда не могла бросить вызов пилотам «Макларена», ведущим борьбу на своём уровне, но смотрелась весьма неплохо, суля перспективы в будущем.
Уже в 1990 году «Феррари» располагала автомобилем, способным много побеждать. Но новый напарник — действующий чемпион мира Ален Прост — полностью превзошёл Мэнселла. И пока француз конкурировал с Сенной, Найджел исполнял роль второго пилота. Единственная победа в португальской гонке испортила отношения Мэнселла с руководством «Феррари». Прост и Мэнселл стартовали с первого ряда стартового поля, но в первом же повороте британец перекрыл траекторию своему напарнику, который из-за этого происшествия пропустил вперёд оба «Макларена». Прост финишировал третьим, позади Сенны, и потерял реальные шансы на четвёртый титул в этом сезоне. Британец объявил во время Гран-при Великобритании о завершении карьеры, но позже принял приглашение на следующий сезон от команды «Уильямс».

#### 1991—1992: Уильямс

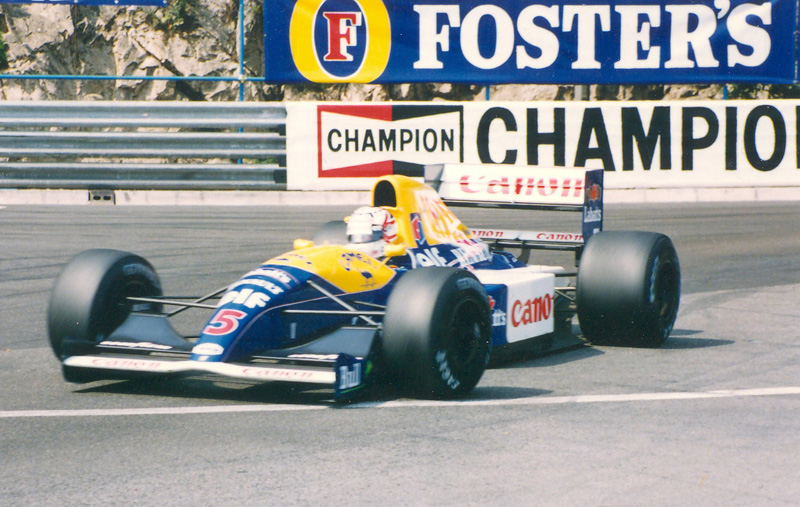
Мэнселл на трассе в Монако, 1991 год

В сезоне 1991 года Мэнселл сошёл в трёх первых гонках. В дальнейшем дела наладились, вскоре он приблизился по очкам к Сенне, но очковый задел Айртона был слишком велик. Найджел занял второе место по итогам чемпионата. В финальной гонке сезона англичанин получил тяжёлую травму ноги, его место на подиуме (2-е место в остановленной после 14 кругов гонке) пустовало, так как в это время его эвакуировали на вертолёте в больницу. Полученная травма была весьма серьёзной, и врачи настаивали на операции, но тогда полноценное участие в следующем сезоне было под вопросом. Мэнселл отказался от хирургического вмешательства. Машина Уильямса и Хэда с активной подвеской не имела себе равных. Все главные конкуренты столкнулись с проблемами: болиды «Макларен» выглядели не очень уверенно, «Феррари» продолжал преследовать кризис, Прост оказался в вынужденном отпуске, болиды «Бенеттон» были хороши, но не имели конкурентоспособного двигателя.
В результате, в сезоне 1992 года Найджел Мэнселл, получив супер-оружие Williams FW14В с активной подвеской, доминировал весь сезон и обновил целый ряд рекордных достижений Формулы-1: он выдал самую продолжительную серию побед с первой гонки сезона — 5, выиграл наибольшее количество Гран-при за сезон — 9, повторил рекорд Сенны 1988 года по количеству поулов подряд со старта сезона — 6, выиграл рекордное количество поулов за сезон — 14, попутно установив рекорд по наибольшему проценту поул-позиций в сезоне — 88 % (14 поулов в 16 гонках) — это достижение не перекрыто до сих пор, показал наибольшее количество быстрых кругов за сезон — 8, набрал наибольшее количество очков за сезон — 108, создал самый большой отрыв от вице-чемпиона мира — 52 очка (причём вторым в чемпионате был второй пилот команды Риккардо Патрезе), и, наконец, стал чемпионом мира за 5 этапов до финиша сезона — прежний рекорд был 3 этапа до финиша. При этом, чемпионат был выигран Найджелом в его 13-й сезон в Формуле-1, таким образом он стал ещё и рекордсменом турнира по числу проведённых сезонов до завоевания своего первого титула.
Мэнселл стал первым британцем-чемпионом со времён Джеймса Ханта.
По окончании сезона вновь встала проблема дальнейшей карьеры. Уильямс и Хед выбирали из Сенны и Проста, и с Найджелом контракт продлевать не собирались. После долгих размышлений Мэнселл переехал за океан для участия в американской серии «Индикар».

### CART

#### 1993—1994: Newman/Haas

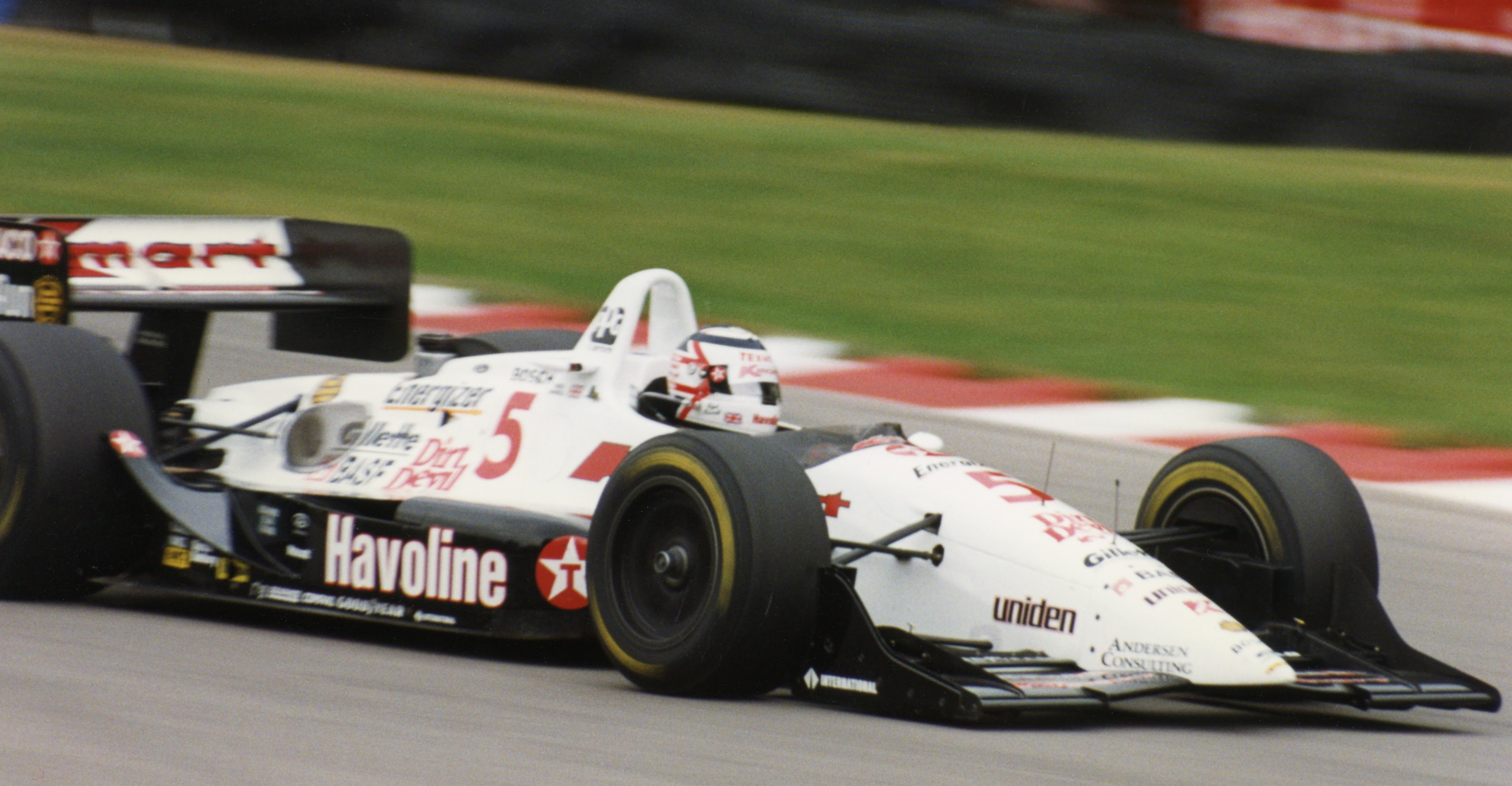
Мэнселл пилотирует Лола-Форд, 1993 год

Мэнселл сразу же выиграл первую гонку и вскоре стал чемпионом по итогам сезона. В следующем году его «Лола» не могла конкурировать с «Пенске» младшего Эла Ансера, и Мэнселл решил вернуться в Формулу-1.

### Возвращение в Формулу-1

#### 1994: Уильямс
После гибели Сенны «Уильямс» выбирал второго пилота из ветеранов Патрезе, Мэнселла и новичка Култхарда. Но Патрезе, завершивший выступления годом ранее, возвращаться не собирался. И Мэнселл с Култхардом поочередно составляли пару Деймону Хиллу, который мог выиграть чемпионат.
На последнем этапе года, в Австралии, Мэнселл стартовал с поул-позиции. На первых же кругах он пропустил Шумахера и Хилла, быстро уехавших выяснять, кто из них станет сильнейшим. Но после столкновения и схода обоих на 35-м круге Найджел снова возглавил гонку и смог отстоять свою позицию от атак Бергера. Хотя сход Хилла сделал Шумахера чемпионом, победа Мэнселла принесла команде Кубок Конструкторов. Это была 31-я и последняя победа Британского Льва.
На следующий год команда заключила соглашение не с ним, а с молодым шотландцем Култхардом. Мэнселл решил продолжить карьеру в «Макларене».

#### Последние годы в Формуле-1
Располневшему чемпиону нелегко было втиснуться в кокпит, поэтому его дебют в «Макларене» пришёлся лишь на третью гонку сезона. Два бледных Гран-при стали последними в карьере Мэнселла. Он ещё несколько раз порывался вернуться за руль, провёл тесты в «Джордане» зимой перед началом сезона 1997 года.

### Grand Prix Masters

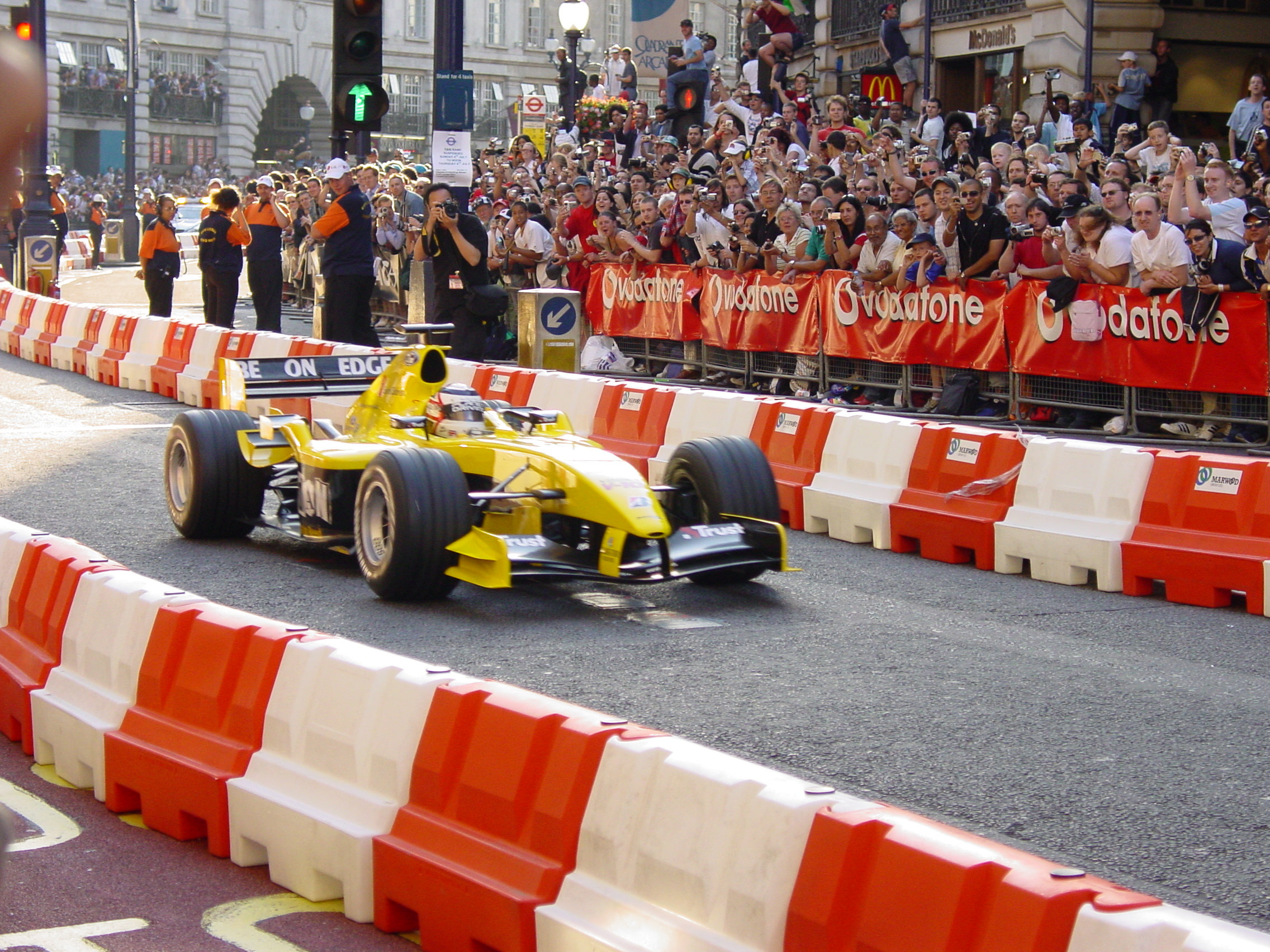
Мэнселл проезжает на Джордане по улицам Лондона перед Гран-при Великобритании 2004 года

## Награды
- В 1986 и 1992 годах Мэнселлу был присуждён титул BBC Sports Personality of the Year[10][11]. Помимо Найджела только двое спортсменов были удостоены этого звания дважды.
- В 2005 году Мэнселл был отмечен в Международном зале Славы автоспорта[12].
- В 2012 году Найджелу Мэнселлу пожалован статус Командора Ордена Британской империи[13].

## Статистика стартов

### Результаты выступлений в чемпионате мира Формулы-1
| Легенда к таблице |                                                                    |
| --- | ------------------------------------------------------------------ |
| В таблице перечислены результаты всех Гран-при Формулы-1, в которых принимал участие гонщик. Строками таблицы являются сезоны, столбцами — этапы чемпионата мира. В каждой клетке указаны сокращённое название этапа и результат, дополнительно обозначенный цветом. Расшифровка обозначений и цветов представлена в нижеследующей таблице. |                                                                    |
| \| Пример \| Описание \| \| ------------ \| ------------------------------------------------------------------ \| \| 1 \| Победитель \| \| 2 \| Второе место \| \| 3 \| Третье место \| \| 5 \| Финишировал, заработав очки \| \| Сход \| Не финишировал, но при этом заработал очки \| \| 12 \| Финишировал, не получив очков \| \| НКЛ \| Финишировал, но не попал в финальную классификацию \| \| 15 \| Участвовал вне зачёта, либо по отдельной классификации \| \| 18 \| Не финишировал, но попал в финальную классификацию \| \| Сход \| Не финишировал \| \| НКВ \| Не прошёл квалификацию \| \| НПКВ \| Не прошёл предквалификацию \| \| ДСК \| Дисквалифицирован \| \| ИСК \| Исключён из протокола соревнований \| \| ТТ \| Заявлен для участия только в тренировках \| \| НС \| Участвовал в квалификации, но не стартовал в гонке \| \| Т \| Травмирован или болен \| \| ОТК \| Отказ от участия \| \| НТР \| Прибыл на соревнования, но на трассу не выезжал \| \| НПР \| Был заявлен в числе участников, но не прибыл к началу соревнований \| \| О \| Соревнования отменены \| \| \| Не участвовал \| \| Поул-позиция \| \| \| Быстрый круг \| \| |                                                                    |
| Пример | Описание                                                           |
| 1 | Победитель                                                         |
| 2 | Второе место                                                       |
| 3 | Третье место                                                       |
| 5 | Финишировал, заработав очки                                        |
| Сход | Не финишировал, но при этом заработал очки                         |
| 12 | Финишировал, не получив очков                                      |
| НКЛ | Финишировал, но не попал в финальную классификацию                 |
| 15 | Участвовал вне зачёта, либо по отдельной классификации             |
| 18 | Не финишировал, но попал в финальную классификацию                 |
| Сход | Не финишировал                                                     |
| НКВ | Не прошёл квалификацию                                             |
| НПКВ | Не прошёл предквалификацию                                         |
| ДСК | Дисквалифицирован                                                  |
| ИСК | Исключён из протокола соревнований                                 |
| ТТ | Заявлен для участия только в тренировках                           |
| НС | Участвовал в квалификации, но не стартовал в гонке                 |
| Т | Травмирован или болен                                              |
| ОТК | Отказ от участия                                                   |
| НТР | Прибыл на соревнования, но на трассу не выезжал                    |
| НПР | Был заявлен в числе участников, но не прибыл к началу соревнований |
| О | Соревнования отменены                                              |
| | Не участвовал                                                      |
| Поул-позиция |                                                                    |
| Быстрый круг |                                                                    |

| Сезон | Команда                                   | Шасси                            | Двигатель                                      | Ш   | 1        | 2        | 3        | 4        | 5        | 6        | 7        | 8        | 9        | 10       | 11       | 12       | 13       | 14       | 15       | 16       | 17  | Место | Очки |
| ----- | ----------------------------------------- | -------------------------------- | ---------------------------------------------- | --- | -------- | -------- | -------- | -------- | -------- | -------- | -------- | -------- | -------- | -------- | -------- | -------- | -------- | -------- | -------- | -------- | --- | ----- | ---- |
| 1980  | Team Essex Lotus                          | Lotus 81B                        | Ford Cosworth DFV 3,0 V8                       | G   | АРГ      | БРА      | ЮАР      | СШЗ      | БЕЛ      | МОН      | ФРА      | ВЕЛ      | ГЕР      | АВТ Сход | НИД Сход | ИТА НКВ  | КАН      | США      |          |          |     | —     | 0    |
| 1981  | Team Essex Lotus / John Player Team Lotus | Lotus 81B / Lotus 87             | Ford Cosworth DFV 3,0 V8                       | M G | СШЗ Сход | БРА 11   | АРГ Сход | САН      | БЕЛ 3    | МОН Сход | ИСП 6    | ФРА 7    | ВЕЛ НКВ  | ГЕР Сход | АВТ Сход | НИД Сход | ИТА Сход | КАН Сход | СИЗ 4    |          |     | 14    | 8    |
| 1982  | John Player Team Lotus                    | Lotus 87B / Lotus 91             | Ford Cosworth DFV 3,0 V8                       | G   | ЮАР Сход | БРА 3    | СШЗ 7    | САН      | БЕЛ Сход | МОН 4    | ДЕТ Сход | КАН Сход | НИД      | ВЕЛ Сход | ФРА      | ГЕР 9    | АВТ Сход | ШВА 8    | ИТА 7    | СИЗ Сход |     | 14    | 7    |
| 1983  | John Player Team Lotus                    | Lotus 92 / Lotus 93T / Lotus 94T | Ford Cosworth DFV 3,0 V8 / Renault EF1 1,5 V6T | P   | БРА 12   | СШЗ 12   | ФРА Сход | САН Сход | МОН Сход | БЕЛ Сход | ДЕТ 6    | КАН Сход | ВЕЛ 4    | ГЕР Сход | АВТ 5    | НИД Сход | ИТА 8    | ЕВР 3    | ЮАР Сход |          |     | 12    | 10   |
| 1984  | John Player Special Team Lotus            | Lotus 95T                        | Renault EF4B 1,5 V6T                           | G   | БРА Сход | ЮАР Сход | БЕЛ Сход | САН Сход | ФРА 3    | МОН Сход | КАН 6    | ДЕТ Сход | ДАЛ 6    | ВЕЛ Сход | ГЕР 4    | АВТ Сход | НИД 3    | ИТА Сход | ЕВР Сход | ПОР Сход |     | 9     | 13   |
| 1985  | Canon Williams Honda                      | Williams FW10 / Williams FW10B   | Honda RA164E 1,5 V6T                           | G   | БРА Сход | ПОР 5    | САН 5    | МОН 7    | КАН 6    | ДЕТ Сход | ФРА НС   | ВЕЛ Сход | ГЕР 6    | АВТ Сход | НИД 6    | ИТА 11   | БЕЛ 2    | ЕВР 1    | ЮАР 1    | АВС Сход |     | 6     | 31   |
| 1986  | Canon Williams Honda                      | Williams FW11                    | Honda RA166E 1,5 V6T                           | G   | БРА Сход | ИСП 2    | САН Сход | МОН 4    | БЕЛ 1    | КАН 1    | ДЕТ 5    | ФРА 1    | ВЕЛ 1    | ГЕР 3    | ВЕН 3    | АВТ Сход | ИТА 2    | ПОР 1    | МЕК 5    | АВС Сход |     | 2     | 70   |
| 1987  | Canon Williams Honda                      | Williams FW11B                   | Honda RA167E 1,5 V6T                           | G   | БРА 6    | САН 1    | БЕЛ Сход | МОН Сход | ДЕТ 5    | ФРА 1    | ВЕЛ 1    | ГЕР Сход | ВЕН 14   | АВТ 1    | ИТА 3    | ПОР Сход | ИСП 1    | МЕК 1    | ЯПО НС   | АВС Т    |     | 2     | 61   |
| 1988  | Canon Williams                            | Williams FW12                    | Judd CV 3,5 V8                                 | G   | БРА Сход | САН Сход | МОН Сход | МЕК Сход | КАН Сход | ДЕТ Сход | ФРА Сход | ВЕЛ 2    | ГЕР Сход | ВЕН Сход | БЕЛ Т    | ИТА Т    | ПОР Сход | ИСП 2    | ЯПО Сход | АВС Сход |     | 9     | 12   |
| 1989  | Scuderia Ferrari SpA SEFAC                | Ferrari 640                      | Ferrari 035/5 3,5 V12                          | G   | БРА 1    | САН Сход | МОН Сход | МЕК Сход | США Сход | КАН ДСК  | ФРА 2    | ВЕЛ 2    | ГЕР 3    | ВЕН 1    | БЕЛ 3    | ИТА Сход | ПОР ДСК  | ИСП      | ЯПО Сход | АВС Сход |     | 4     | 38   |
| 1990  | Scuderia Ferrari SpA                      | Ferrari 641 / Ferrari 641/2      | Ferrari 036 3,5 V12 / Ferrari 037 3,5 V12      | G   | США Сход | БРА 4    | САН Сход | МОН Сход | КАН 3    | МЕК 2    | ФРА 18   | ВЕЛ Сход | ГЕР Сход | ВЕН 17   | БЕЛ Сход | ИТА 4    | ПОР 1    | ИСП 2    | ЯПО Сход | АВС 2    |     | 5     | 37   |
| 1991  | Canon Williams Renault                    | Williams FW14                    | Renault RS3 3,5 V10                            | G   | США Сход | БРА Сход | САН Сход | МОН 2    | КАН 6    | МЕК 2    | ФРА 1    | ВЕЛ 1    | ГЕР 1    | ВЕН 2    | БЕЛ Сход | ИТА 1    | ПОР ДСК  | ИСП 1    | ЯПО Сход | АВС 2    |     | 2     | 72   |
| 1992  | Canon Williams Renault                    | Williams FW14B                   | Renault RS3C 3,5 V10 / Renault RS4 3,5 V10     | G   | ЮАР 1    | МЕК 1    | БРА 1    | ИСП 1    | САН 1    | МОН 2    | КАН Сход | ФРА 1    | ВЕЛ 1    | ГЕР 1    | ВЕН 2    | БЕЛ 2    | ИТА Сход | ПОР 1    | ЯПО Сход | АВС Сход |     | 1     | 108  |
| 1994  | Rothmans Williams Renault                 | Williams FW16 / Williams FW16B   | Renault RS6 3,5 V10                            | G   | БРА      | ТИХ      | САН      | МОН      | ИСП      | КАН      | ФРА Сход | ВЕЛ      | ГЕР      | ВЕН      | БЕЛ      | ИТА      | ПОР      | ЕВР Сход | ЯПО 4    | АВС 1    |     | 9     | 13   |
| 1995  | Marlboro McLaren Mercedes                 | McLaren MP4/10B                  | Mercedes FO 110 3,0 V10                        | G   | БРА      | АРГ      | САН 10   | ИСП Сход | МОН      | КАН      | ФРА      | ВЕЛ      | ГЕР      | ВЕН      | БЕЛ      | ИТА      | ПОР      | ЕВР      | ТИХ      | ЯПО      | АВС | —     | 0    |

### Результаты выступлений вCART
| Год  | Команда                         | Шасси       | Двигатель        | Ш | 1     | 2     | 3     | 4      | 5     | 6      | 7     | 8     | 9      | 10     | 11    | 12     | 13     | 14     | 15     | 16     | Место | Очки |
| ---- | ------------------------------- | ----------- | ---------------- | - | ----- | ----- | ----- | ------ | ----- | ------ | ----- | ----- | ------ | ------ | ----- | ------ | ------ | ------ | ------ | ------ | ----- | ---- |
| 1993 | Kmart Texaco Newman/Haas Racing | Lola T93/00 | Ford Cosworth XB | G | SUF 1 | PHX Т | LBH 3 | IND 3  | MIL 1 | DET 15 | POR 2 | CLE 3 | TOR 20 | MIC 1  | NWH 1 | ROA 2  | VAN 6  | MDO 12 | NAZ 1  | LAG 23 | 1     | 191  |
| 1994 | Kmart Texaco Newman/Haas Racing | Lola T94/00 | Ford Cosworth XB | G | SUF 9 | PHX 3 | LBH 2 | IND 22 | MIL 5 | DET 21 | POR 5 | CLE 2 | TOR 23 | MIC 26 | MDO 7 | NWH 18 | VAN 10 | ROA 13 | NAZ 22 | LAG 8  | 8     | 88   |

### Результаты выступлений вGrand Prix Masters
| Год  | Команда     | 1       | 2       | 3       | 4       |
| ---- | ----------- | ------- | ------- | ------- | ------- |
| 2005 | Team Altech | КЬЯ 1   |         |         |         |
| 2006 | Team Altech | ЛУС 1   | МОН Отм | СИЛ НФ  | КЬЯ Отм |
| 2007 | Team Altech | БУХ Отм | КЬЯ Отм | ЛУС Отм |         |

## Факты
- За свою карьеру Найджел Мэнселл стартовал только в четырёх командах Формулы-1 (Лотус, Уильямс, Феррари, Макларен), которые на момент завершения им карьеры являлись четырьмя ведущими командами чемпионата мира за всю историю по большинству статистических показателей[14].
- Провёл 176 Гран-при в Формуле-1, прежде чем выиграл чемпионат мира.
- Выиграл свой единственный чемпионат мира Формулы-1 спустя всего 8 дней после своего 39-летия, никто после него не смог завоевать чемпионство в таком возрасте.
- Стал главным героем симулятора Формулы-1 Nigel Mansell’s World Championship.